# Bisdom Bafia

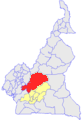
Kaart van Kameroen. Het bisdom Bafia (rood) binnen de regio Centre (geel).

Het bisdom Bafia (Latijn: Dioecesis Bafiensis) is een rooms-katholiek bisdom met als zetel Bafia in Kameroen. Het bisdom is suffragaan aan het aartsbisdom Yaoundé en werd opgericht in 1968. Het bisdom ligt in de regio Centre en omhelst de departementen Mbam-et-Kim en Mbam-et-Inoubou.
In 2018 telde het bisdom 41 parochies. Het bisdom heeft een oppervlakte van 34.615 km2 en telde in 2018 482.000 inwoners waarvan 53% rooms-katholiek was.

## Geschiedenis
In 1965 werd de apostolische prefectuur Bafia opgericht en de Franse spiritijn André Charles Lucien Loucheur werd de eerste bisschop. Drie jaar later werd Bafia verheven tot bisdom.
In 2017 werd het levenloze lichaam van bisschop Jean-Marie Benoît Balla (1959-2017) uit de Sanaga gevist. Enkele dagen eerder was hij verdwenen. Zijn voertuig met daarin zijn persoonlijke bezittingen en een kort afscheidsbriefje met de woorden "Je suis dans l'eau" (Ik lig in het water) werden op een brug over de rivier gevonden. Volgens het officiële onderzoek ging het om zelfmoord, maar de bisschoppenconferentie van Kameroen spreekt van moord, verwijzend naar eerdere moorden op katholieke religieuzen.

## Bisschoppen
- André Charles Lucien Loucheur, C.S.Sp. (1965-1977)
- Athanase Bala, C.S.Sp. (1977-2003)
- Jean-Marie Benoît Balla (2003-2017)
- Emmanuel Dassi Youfang, Comm. l'Emm. (2020-)

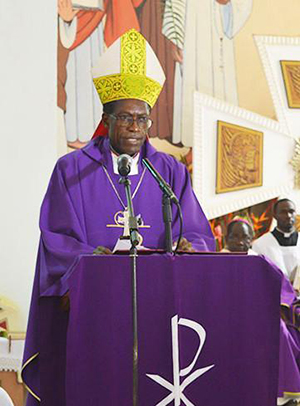
Jean-Marie Benoît Balla